# The Lunchbox
Pour plus de détails, voir Fiche technique et Distribution.
The Lunchbox (द लंच बॉक्स), ou Saveurs indiennes au Québec, est un film indien, écrit et réalisé par Ritesh Batra, sorti en 2013.
Cette comédie romantique raconte l'histoire d'une jeune femme et d'un homme vieillissant qu'une erreur de livraison d'un coffret-repas met en contact. The Lunchbox est sélectionné au Festival de Cannes 2013 dans le cadre de la Semaine de la critique et concourt pour la Caméra d'or. Il est également présenté au Festival international du film de Toronto 2013.

## Synopsis
Chaque jour à Bombay, près de 200 000 gamelles (dabba) préparées à la maison sont livrées par les dabbawallahs sur leur lieu de travail aux employés de bureau. Ila Singh, une jeune femme au foyer de la classe moyenne hindoue, tente de reconquérir son mari, Rajeev, qui la délaisse, en lui confectionnant des repas merveilleux. Le premier repas est livré par erreur à Saajan Fernandes, un comptable solitaire, chrétien, ennuyé par l'incompétence de Shaikh, qui doit lui succéder après son départ à la retraite. Bien qu'elle ait constaté l'erreur, Ila continue de confectionner des repas pour Saajan, avec qui elle commence à échanger des messages. Le film suit l'évolution des personnages dans les méandres de leur relation...

## Fiche technique
Sauf indication contraire, les informations mentionnées dans cette section peuvent être confirmées par la base de données cinématographiques IMDb,  présente dans la section « Liens externes ».
- Titre : The Lunchbox
- Titre original : द लंच बॉक्स[1]
- Titre québécois : Saveurs indiennes
- Réalisation : Ritesh Batra
- Scénario : Ritesh Batra, Vasan Bala (dialogue en hindi)
- Musique : Max Richter
- Direction artistique : Akshi Kapoor
- Décors : Shruti Gupte
- Costumes : Niharika Khan
- Son : Michael Kaczmarek
- Photographie : Michael Simmonds
- Montage : John F. Lyons
- Production : Anurag Kashyap, Guneet Monga, Arun Rangachari
- Sociétés de production : Sikhya Entertainment, DAR Motion Pictures, Arte France Cinéma, Dharma Productions, UTV Motion Pictures
- Sociétés de distribution initiales :  Happiness Distribution, UTV Motion Pictures
- Budget de production : 1 500 000 $[3]
- Pays de production :  Inde,  France
- Langues originales : hindi et anglais
- Format : couleur - 2,35:1 - DTS / Dolby Digital / SDDS - 35 mm
- Genre : drame, romance
- Durée : 104 minutes (1 h 44)
- Dates de sortie : 
  - France : 19 mai 2013 (Festival de Cannes) ; 11 décembre 2013 (sortie nationale)
  - Canada : 8 septembre 2013 (Festival de Toronto) ; 21 mars 2014 (sortie limitée)
  - Inde : 30 septembre 2013
  - Belgique : 11 décembre 2013

## Distribution
- Irrfan Khan : Saajan Fernandes
- Nimrat Kaur : Ila Singh
- Nawazuddin Siddiqui : Shaikh
- Lillete Dubey (en) : la mère d'Ila
- Nakul Vaid (en) : Rajeev
- Bharati Achrekar : la tante, la voisine d'Ila dont on n'entend que la voix
- Denzil Smith : Mr. Shroff
- Shruti Bapna (en) : Mehrunnisa
- Nasir Khan (en) : le père d'Ila

## Accueil

### Box-office
- Monde : 1 008 520 000 roupies[4] (15 millions $)
  - Inde : 282 500 000 roupies (4 millions $) sur 600 écrans[5]
  - Hors Inde : 726 020 000 roupies (11 millions $)
    - États-Unis : 524 200 entrées[6] sur une combinaison maximale de 165 écrans[7]
    - France : 481 368 entrées[8] sur une combinaison maximale de 232 écrans[9]
    - Allemagne : 207 489 entrées[10] sur 102 écrans[11]

Avec un budget de 3,3 millions $ il gagna le titre de Box Office India Return On Investment Film Of The Year, le film avec la profitabilité maximum en relation avec son budget.

### Distinctions
| Année | Distinction                                    | Catégorie                            | Nom                 | Résultat   |
| ----- | ---------------------------------------------- | ------------------------------------ | ------------------- | ---------- |
| 2013  | Asia Pacific Screen Awards                     | Meilleur scénario                    | Ritesh Batra        | Lauréat    |
| 2013  | Asia Pacific Screen Awards                     | Grand prix du jury                   | Ritesh Batra        | Lauréat    |
| 2013  | Festival du film de Londres                    | Meilleur film                        | Ritesh Batra        | Nomination |
| 2014  | Asian Film Awards                              | Meilleur acteur                      | Irrfan Khan         | Lauréat    |
| 2014  | Asian Film Awards                              | Meilleur scénario                    | Ritesh Batra        | Lauréat    |
| 2014  | Asian Film Awards                              | Meilleur film                        | The Lunchbox        | Nomination |
| 2014  | BAFA Awards                                    | Meilleur film en langue étrangère    | Ritesh Batra        | Nomination |
| 2014  | Festival international du film de Flandre-Gand | Prix Canvas de la meilleure audience | Ritesh Batra        | Nomination |
| 2014  | Filmfare Awards                                | Meilleur acteur dans un second rôle  | Nawazuddin Siddiqui | Lauréat    |
| 2014  | Filmfare Awards                                | Meilleur réalisateur débutant        | Ritesh Batra        | Lauréat    |
| 2014  | Filmfare Awards                                | Meilleur film - critiques            | Ritesh Batra        | Lauréat    |
| 2014  | Filmfare Awards                                | Meilleure histoire                   | Ritesh Batra        | Nomination |
| 2014  | Filmfare Awards                                | Meilleur montage                     | John F. Lyons       | Nomination |
| 2014  | Filmfare Awards                                | Meilleur son                         | Michael Kaczmarek   | Nomination |
| 2014  | IIFA Awards                                    | Meilleure actrice                    | Nimrat Kaur         | Nomination |
| 2014  | IIFA Awards                                    | Meilleur acteur dans un second rôle  | Nawazuddin Siddiqui | Nomination |
| 2014  | IIFA Awards                                    | Meilleure histoire                   | Ritesh Batra        | Nomination |
| 2014  | Toronto Film Critics Association Awards        | Meilleur film                        | Ritesh Batra        | Lauréat    |
| 2014  | Zee Cine Awards                                | Meilleur réalisateur débutant        | Ritesh Batra        | Lauréat    |
| 2014  | Zee Cine Awards                                | Meilleur acteur dans un second rôle  | Nawazuddin Siddiqui | Nomination |
| 2014  | Zee Cine Awards                                | Meilleure histoire                   | Ritesh Batra        | Nomination |

### Récompenses
- Festival international des jeunes réalisateurs de Saint-Jean-de-Luz 2013 : Chistera du meilleur réalisateur et Chistera de la meilleure interprétation masculine pour Irfan Khan
- Festival de Cannes 2013 : Grand Rail d'or - Semaine de la critique

### Nominations et sélections
- AFI Fest 2013[Quoi ?]
- Festival de Cannes 2013 : sélections « Semaine de la critique » et « Caméra d'or »
- Festival international du film de Toronto 2013 : « Gala Presentations »
- Festival international du film de Vancouver 2013
- Festival du film de Sundance 2014 : sélection « Spotlight »
- Festival du film de Sydney 2014

## Commentaires
Dans le film, le personnage central se nomme Fernandes, nom remontant aux colonisateurs portugais et porté par plusieurs ministres indiens (dont le ministre de la Défense). Ce veuf visite la tombe de son épouse dans un cimetière chrétien. Le personnage est ainsi hors caste. Ce n'est pas innocent dans le contexte de l'Inde actuelle. La jeune cuisinière porte tika et sari, signant son origine hindoue. Le remplaçant présumé de Fernandes se nomme Shaikh, un nom à priori musulman. Celui-ci épouse une femme elle-même hors des règles de sa caste. Tous ces détails sont des jalons qui vont à contre-courant d'une perception de la société par caste, d'autant que la livraison des repas est également un moyen de permettre de manger en respectant les prescriptions de sa caste.
Les DVD commercialisés en France comprennent un livret des recettes du film, entièrement rédigées par la cheffe cuisinière Franco-indienne Sandra Salmandjee, alias Sanjee.

## Diffusion à la télévision
En France, le film est diffusé le 4 mai 2016 sur Arte et vu par 721 000 téléspectateurs pour 3,1 % de part d'audience, soit la 6e audience de la soirée.